# 埃爾溫·斯旺加德
埃爾溫·米夏埃爾·斯旺加德（1908年5月11日—1993年5月5日）是一名生於德國的加拿大體育記者和慈善家。

## 生平
斯旺加德1908年出生於德國慕尼黑，1930年移民到加拿大。1936年，斯旺加德短暫重返德國，為《溫哥華太陽報》和《多倫多環球報》報道1936年慕尼黑奧運會。
從1951年到1959年，斯旺加德在《溫哥華太陽報》擔任編輯職位，最終升任到主編。工作之餘，斯旺加德還創立了一個業餘足球錦標賽「不列顛哥倫比亞足球冠軍錦標賽」（英語：Tournament of Soccer Champions in British Columbia），鼎盛時期曾有2500支球隊參賽。
在1960年代，本拿比市政府計劃在中央公園建造一座多用途體育場，斯旺加德為此籌集了一百萬加元。1969年4月26日，時任不列顛哥倫比亞省長威廉·安德魯·貝內特在這座體育場的揭幕儀式上，正式將其命名為「斯旺加德體育場」。然而斯旺加德本人當時正在尼日利亞拯救一家瀕臨倒閉的報社，因此只能讓他的妻子多麗絲代為出席儀式。
1977年，斯旺加德當選並出任太平洋國家展覽會總裁，並任職13年之久。

## 榮譽
- 不列顛哥倫比亞勳章（英语：Order of British Columbia）（1990[1]）
- 加拿大勳章（1989[9]）